# Bouligny
Bouligny ist eine französische Gemeinde mit 2.428 Einwohnern (Stand: 1. Januar 2022) im Département Meuse in der Region Grand Est (bis 2016 Lothringen). Sie gehört zum Arrondissement Verdun und zum Kanton Bouligny. Die Einwohner werden Boulinéens und Boulinéennes genannt.

## Geografie
Bouligny liegt etwa 37 Kilometer nordwestlich von Metz und etwa 30 Kilometer nordöstlich von Verdun an der Grenze zum Département Meurthe-et-Moselle. Umgeben wird Bouligny von den Nachbargemeinden Avillers und Domprix im Norden, Piennes im Nordosten, Joudreville im Osten, Affléville im Süden sowie Dommary-Baroncourt im Westen.

## Geschichte
Im 13. Jahrhundert wurde der Ort als Bulinium erstmals genannt.

### Bevölkerungsentwicklung
| Jahr      | 1962 | 1968 | 1975 | 1982 | 1990 | 1999 | 2006 | 2012 | 2019 |
| Einwohner | 5374 | 4647 | 4022 | 3575 | 2951 | 2813 | 2750 | 2697 | 2464 |

## Sehenswürdigkeiten
- Kirche Sainte-Pétronille aus dem 17. Jahrhundert
- Kapelle Sainte-Jeanne-d’Arc aus dem 20. Jahrhundert
- Kapelle Sainte-Barbe aus dem 20. Jahrhundert
- Deutscher Militärfriedhof aus dem Ersten Weltkrieg

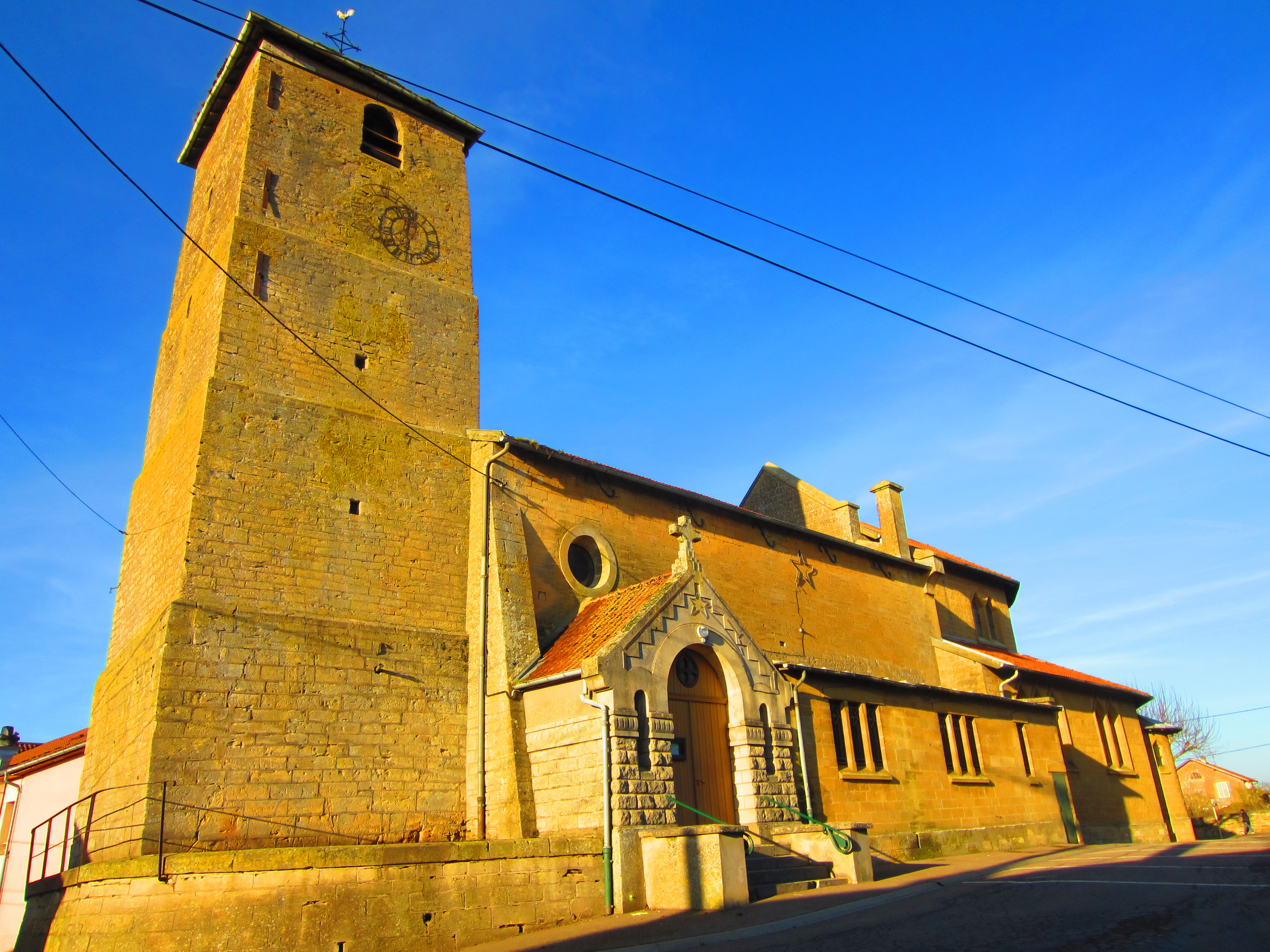
Kirche Sainte-Pétronille
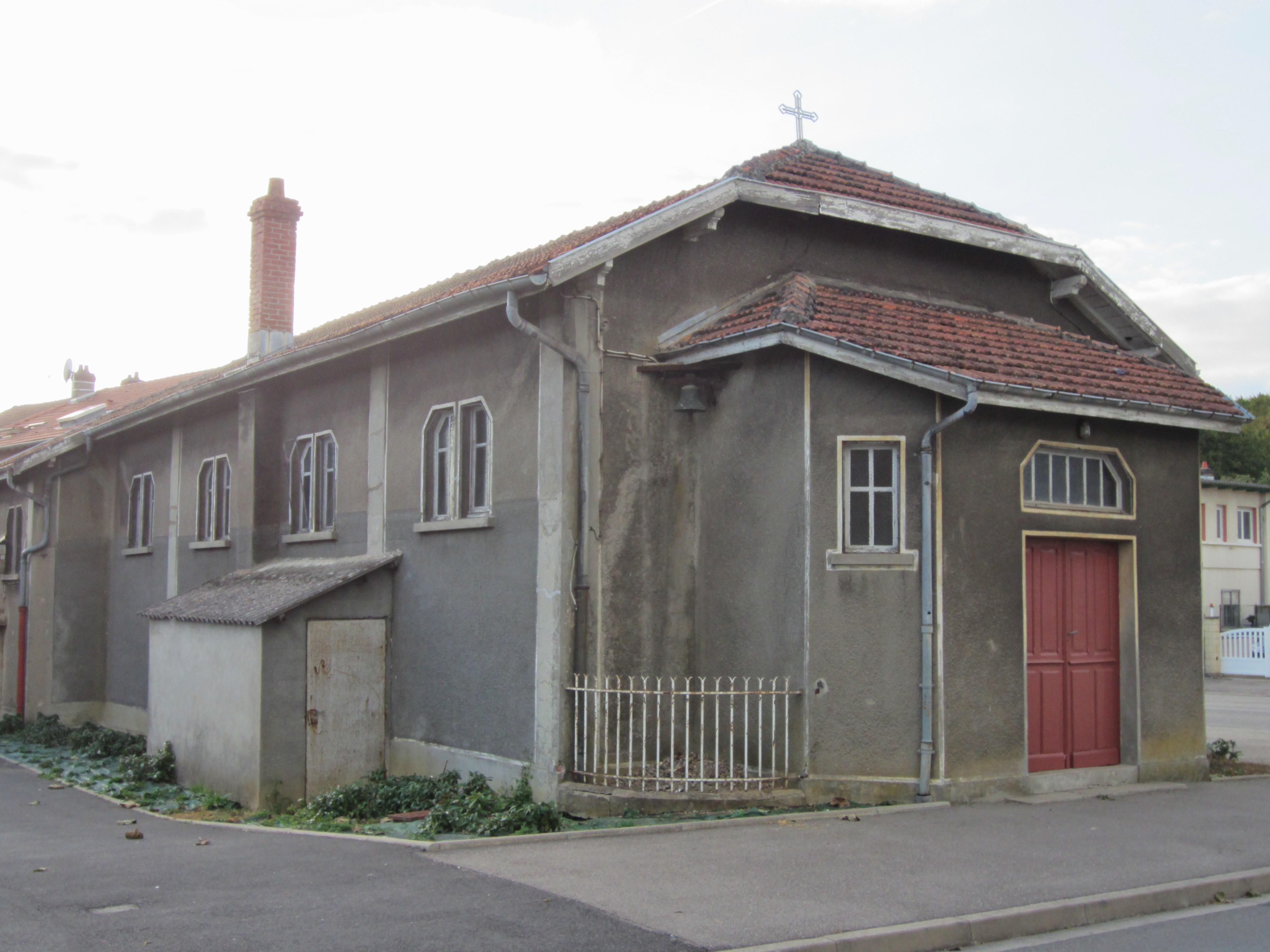
Kapelle Sainte-Jeanne-d’Arc in der Ortschaft Mourières
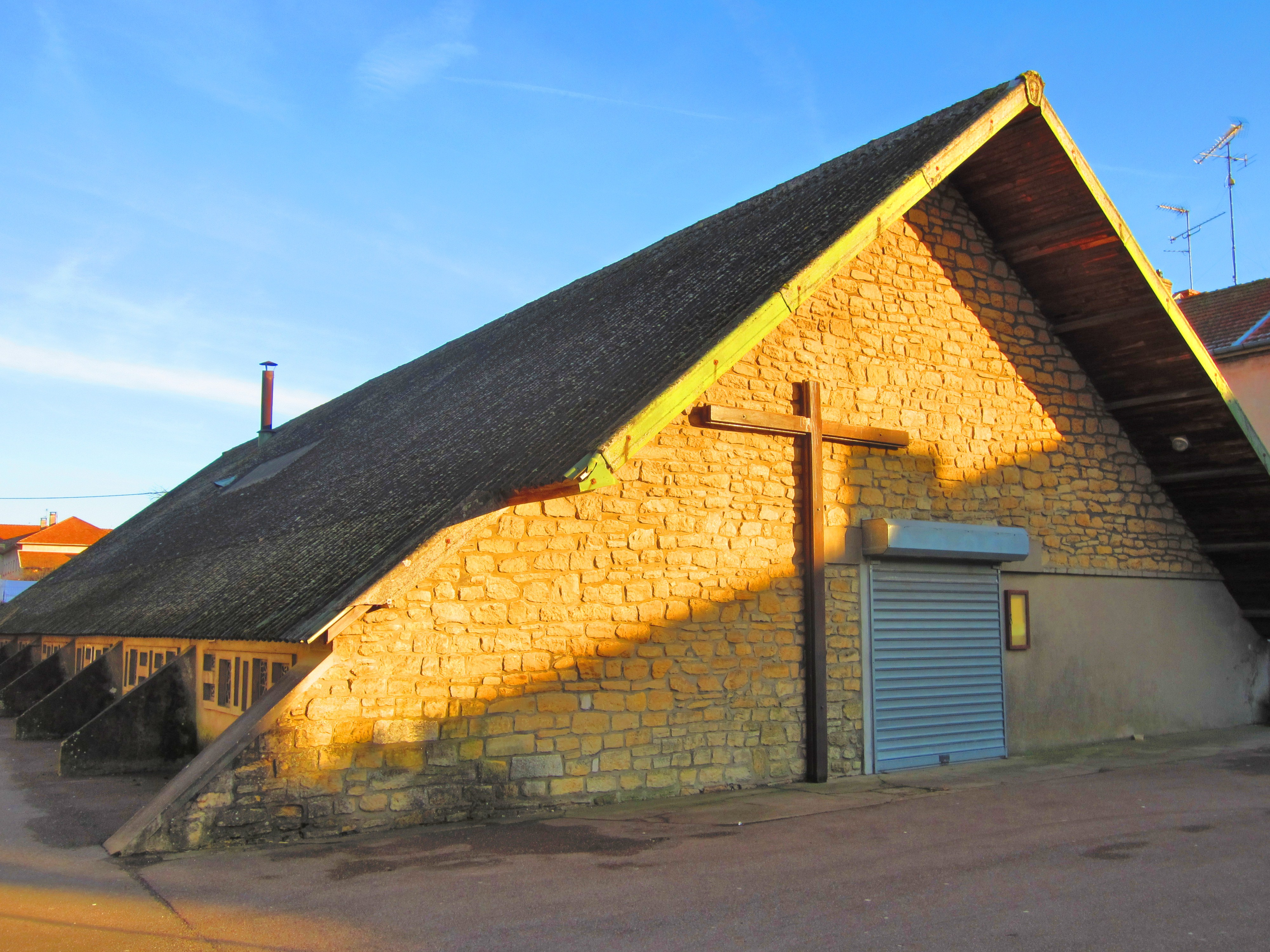
Kapelle Sainte-Barbe im Ortsteil Saint-Pierre
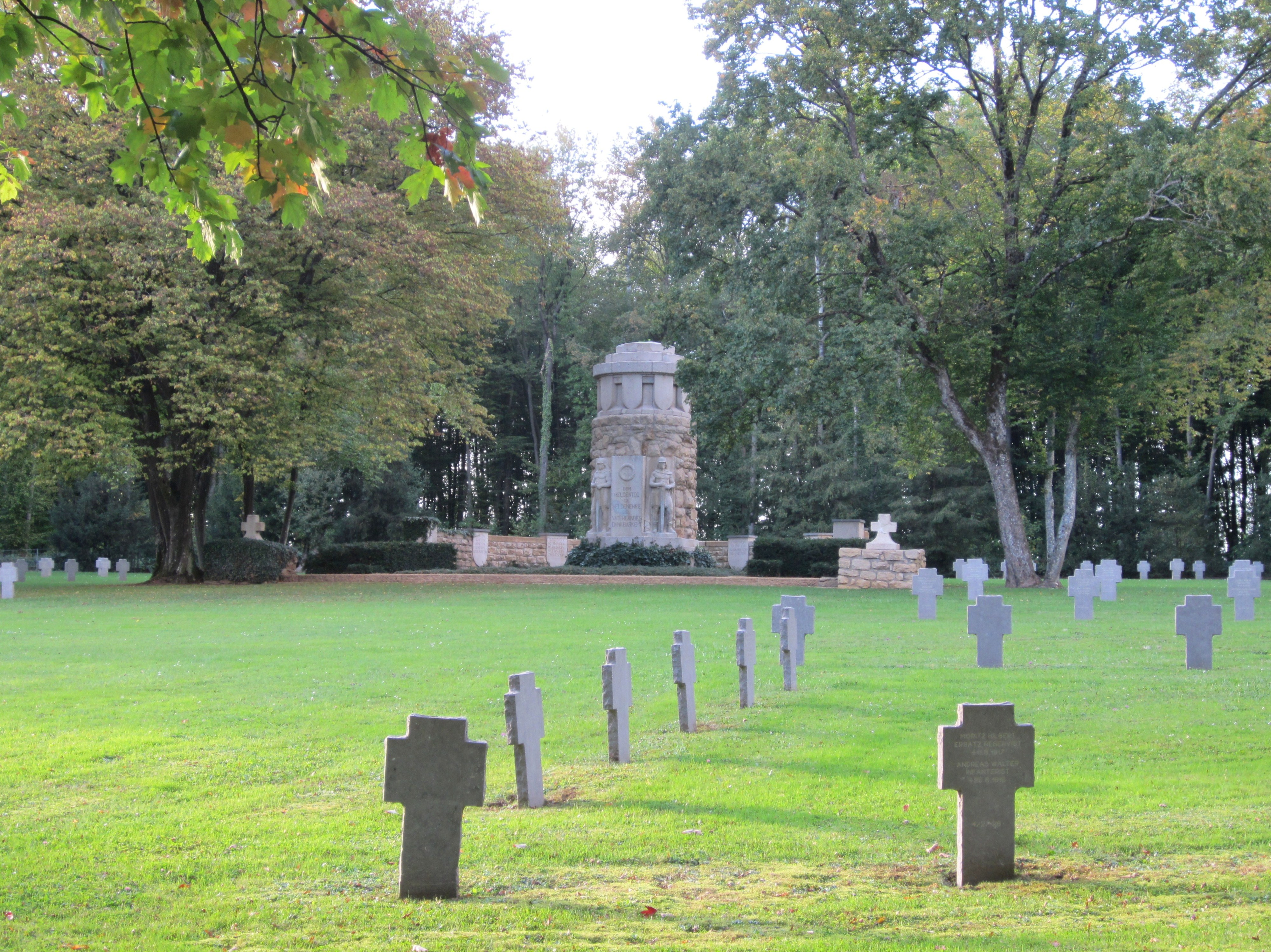
Deutscher Militärfriedhof mit 1439 Gräbern